# Malatesta da Verucchio

Herb rodu Malatesta

Malatesta da Verucchio (ur. 1212, zm. 1312) – włoski polityk, szlachcic i kondotier, założyciel rodu Malatesta, panującego w Rimini.
Był kondotierem związanym ze stronnictwem Gwelfów. Będąc podestą Rimini, w 1239 mianował się władcą (wł. signore) miasta, zmieniając je w signorię. W 1295 wypędził z Rimini wszystkie rodziny Gibelinów.
Dante umieścił go w Boskiej komedii jako Mastino vecchio (Inf. XVII, ww. 46–48).
Jego następcą był syn Malatestino.